# جان ماري أليكساندر
جان ماري أليكساندر (بالفرنسية: Jean-Marie Alexandre)‏ هو سياسي فرنسي، ولد في 25 نوفمبر 1946 في سوتشيز في فرنسا. حزبياً، نشط في Citizen and Republican Movement ‏.

## مناصب
- انتخب عضو في البرلمان الأوروبي عن دائرة فرنسا لترشحه ضمن قائمة الحزب الاشتراكي، وقد انضم خلال فترته النيابية (9 سبتمبر 1987 – 24 يوليو 1989) للكتلة البرلمانية التحالف التقدمي للاشتراكيين والديمقراطيين.
- في انتخابات البرلمان الأوروبي 1989، انتخب عضو في البرلمان الأوروبي عن دائرة فرنسا لترشحه ضمن قائمة الحزب الاشتراكي، وقد انضم خلال فترته النيابية (25 يوليو 1989 – 18 يوليو 1994) للكتلة البرلمانية التحالف التقدمي للاشتراكيين والديمقراطيين.
- انتخب عضو مجلس جهوي نور با دو كاليه.
- انتخب رئيس بلدية سوتشيز.